# Rupsi India Airport
Rupsi India Airport (engelska: Rupsi Airport, Rupshir Airfield) är en flygplats i Indien.   Den ligger i distriktet Kokrajhar och delstaten Assam, i den östra delen av landet, 1 300 km öster om huvudstaden New Delhi. Rupsi India Airport ligger 41 meter över havet.
Terrängen runt Rupsi India Airport är mycket platt. Runt Rupsi India Airport är det tätbefolkat, med 735 invånare per kvadratkilometer. Närmaste större samhälle är Gauripur, 8,4 km sydost om Rupsi India Airport. Trakten runt Rupsi India Airport består till största delen av jordbruksmark.